# Tebbutt (Mondkrater)
Tebbutt ist ein Einschlagkrater am Ostrand der Mondvorderseite, nahe dem südwestlichen Rand des Mare Crisium, südlich des Kraters Lick und westlich von Shapley.
Der Kraterrand ist sehr stark erodiert und weitgehend eingeebnet, der Krater ist daher nur schlecht auszumachen.
Der Krater wurde 1973 von der IAU nach dem australischen Astronomen John Tebbutt offiziell benannt.